# Dakshin Gangotri

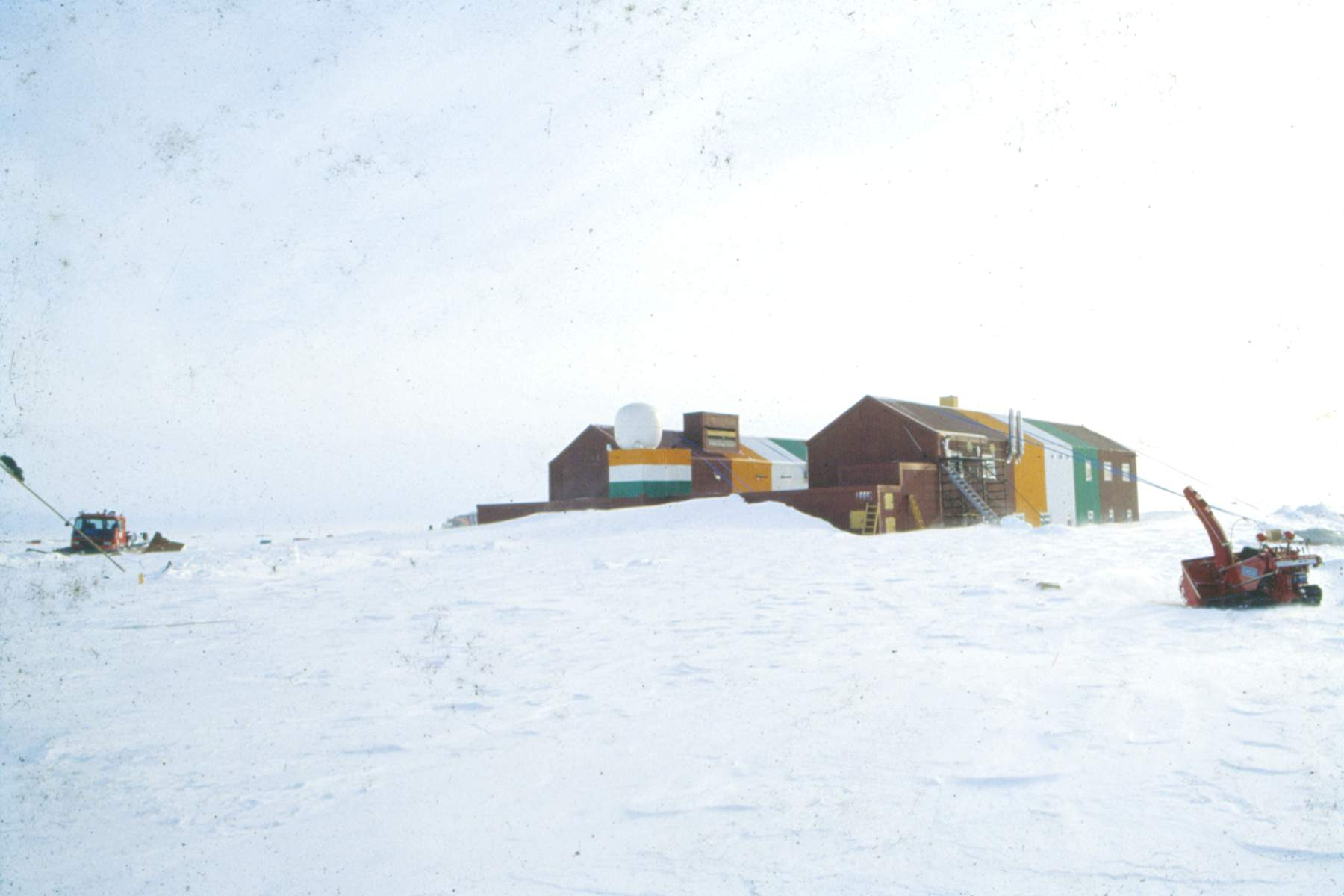
Base de pesquisa antártica Dakshin Gangotri da Índia durante o inverno polar.

Dakshin Gangotri foi a primeira base científica da Índia situada na Antártica, parte do Programa Antártico Indiano.
Foi estabelecida durante a terceira expedição indiana à Antártica em 1983-84. Foi a primeira vez que a equipe indiana começou a permanecer no inverno na Antártica para executar trabalhos científicos. Doze membros da terceira equipe da expedição foram os primeiros a passar o inverno na Dakshin Gangotri. Passaram quase um ano lá (de março de 1984 a março de 1985).
Mais tarde uma outra estação permanente Maitri foi estabelecida em 1989. Finalmente Dakshin Gangotri foi abandonada em 1989 e foi convertida em uma base de suprimentos.